# FOREVER (岡本真夜の曲)
「FOREVER」（フォーエバー）は、岡本真夜の2枚目のシングル。
1996年2月12日に発売された。発売元は徳間ジャパンコミュニケーションズ。

## 収録曲
1. FOREVER（4:17）
作詞・作曲：岡本真夜　編曲：十川知司
2. サヨナラなんて言えないから（4:02）
作詞：岡本真夜、真名杏樹　作曲：岡本真夜　編曲：十川知司
3. FOREVER (Instrumental)（4:17）
4. サヨナラなんて言えないから (Instrumental)（4:02）

## タイアップ
- 東映配給映画『お日柄もよくご愁傷さま』主題歌[2]。
- TBS系ドラマ『お日柄もよくご愁傷さま』主題歌[2]。

## 収録アルバム
FOREVER
オリジナル・アルバム『Pureness』（1996年3月16日）
ベスト・アルバム『RISE 1』（2000年5月31日）
サヨナラなんて言えないから
オリジナル・アルバム『Pureness』（1996年3月16日）